# Sigma Orionis
Sigma Orionis (σ Ori / σ Orionis) è un sistema multiplo di cinque stelle, nella costellazione di Orione. Dista approssimativamente 1.148 anni luce dalla Terra.

## Caratteristiche

### σ Orionis AB
La stella primaria, Sigma Orionis AB, è a sua volta una binaria visuale le cui due componenti distano 0,25 secondi d'arco l'una dall'altra. La più brillante, Sigma Orionis A, è una calda stella blu di sequenza principale di tipo O, con una magnitudine apparente di +4.2 che la rende una delle stelle più luminose conosciute. Sigma Orionis B è una stella di tipo B, con una magnitudine apparente di +5.1. Entrambe le componenti orbitano attorno alle altre ogni 170 anni, con una separazione di 90 UA. A e B hanno superfici molto calde, attorno 32.000 K per la prima e 29.600 K per la seconda, con una luminosità rispettivamente 35.000 e 30.000 quella del Sole. Hanno masse rispettivamente di 18 e 12 masse solari, il che fa di Sigma Orionis AB una delle più massicce binarie visuali conosciute.

### σ Orionis DE
La coppia successiva nel sistema è Sigma Orionis DE, che distano rispettivamente 4.600 e 15.000 UA dal gruppo AB. Entrambe sono stelle di tipo B, con magnitudini di 6.62 per D e 6.66 per E. Sigma Orionis E è il prototipo di un tipo di stelle "ricche di elio".
Entrambe le componenti hanno una massa intorno alle 7 masse solari, D è leggermente più massiccia di E (7,4 contro 6,8)

### σ Orionis C
L'ultima stella del sistema è Sigma Orionis C, una stella bianca di tipo A, con una massa 2,7 volte quella del Sole. È la più vicina al sistema AB (circa 3.900 UA da questo).

## Evoluzione del sistema
Il sistema di Sigma Orionis è piuttosto giovane (pochi milioni di anni) ma non resterà stabile per sempre. Le orbite delle stelle D, E, e C sono instabili, come anche in altri sistemi, e molto probabilmente la fine sarà quando verranno gravitazionalmente espulse fuori dal sistema.
Secondo le teorie evolutive stellari A è destinata ad esplodere per prima come supernova, e forse potrebbe anche espellere B fuori dal sistema. B dal canto suo seguirà il destino di A esplodendo anch'essa come supernova, mentre le altre componenti, meno massicce e con una maggior permanenza nella sequenza principale, termineranno il loro ciclo vitale come nane bianche.